# Our (Sauer)
L'Our (pronunciació [u:r]; alemany arcaic Ur) és un riu que passa per Bèlgica, Luxemburg i Alemanya. És un afluent per l'esquerra del riu Sauer. La seva longitud total és de 78 km. Les fonts de l'Our es troben a Hautes Fagnes, al sud-est de Bèlgica, a prop de Büllingen. El riu flueix cap al sud i en alguns trams serveix de frontera natural entre Bèlgica i Alemanya i, més tard, a l'alçada de Burg-Reuland, com a frontera entre Alemanya i Luxemburg. Durant el curs del riu s'hi pot trobar la històrica ciutat de Vianden. L'Our desemboca al riu Sauer a Wallendorf.